# Konstantin Jireček
Konstantin Josef Jireček (Viena, 24 de julio de 1854 - Viena, 10 de enero de 1918), fue un ministro búlgaro, diplomático, historiador y eslavista de origen checo. Fue el fundador de estudios balcánicos y bizantinos en Bohemia, y de 1907 a 1918 fue el primer director del Instituto de Historia de Europa del Este en la Universidad de Viena.

## Biografía
Hijo del historiador Josef Jireček y de la hija de Pavel Jozef Šafárik, continuó parte el trabajo de su abuelo materno. Nació y se crio en Viena, donde asistió al Gimnasio Theresiano (1864– 1872). Ya en la escuela mostró un gran interés por las lenguas extranjeras (francés, serbocroata, búlgaro, italiano, ruso, inglés, húngaro, turco, griego). En 1872 se convirtió en estudiante de la facultad filosófica de la Univerzita Karlova de Praga. Allí estudió historia y filología moderna. Su círculo de amigos incluía al historiador francés Ernest Denis y la familia búlgara Pischurka. En 1874 Jireček emprendió una viaje de estudios a Croacia y Serbia y publicó varios ensayos sobre la historia y la geografía de los países eslavos de los Balcanes se dedicó a la fundación del estado búlgaro hasta su sumisión al dominio otomano. El libro del historiador de 22 años causó revuelo. La razón de esto fue que en este año el interés del público europeo en la lucha búlgara por la libertad en erupción (Sublevación de Abril), pero al mismo tiempo se sabía poco en Europa sobre el pueblo búlgaro. Por su disertación sobre la Historia de los búlgaros , Jireček fue honrado en 1876 con el doctorado en filosofía. Al año siguiente habilitó con una tesis sobre el camino militar entre Constantinopla y Belgrado.
Después del final de la Guerra ruso-turca en la península balcánica, ayudó a establecer la administración, el sistema escolar y la economía en los recién fundado Principado de Bulgaria.
En 1879 fue designado para el gobierno allí y de mayo a julio de 1881 fue Ministro de Relaciones Exteriores, luego se desempeñó como Ministro de Ciencia hasta 1882. En 1884 fue nombrado director de la Biblioteca Nacional de Sofía (Biblioteca Nacional de los Santos Cirilo y Metodio). Durante su estancia se dedicó a asuntos gubernamentales y trabajo de investigación en Balcanología y Estudios bizantinos. Publicó los resultados en numerosos estudios y monografías.
De 1884 a 1893 enseñó como profesor titular en la Charles University en Praga, Luego trabajó hasta su muerte en 1918 como profesor de filología eslava en el Instituto de estudios eslavos de la Universidad de Viena.
La Línea Jireček lleva su nombre, al igual que la Medalla Konstantin Jirecek, que se otorga en reconocimiento a los logros en la investigación del sudeste de Europa y las relaciones culturales con el Sudeste de Europa. Desde 2010 también ha dado su nombre a Punta Jireček, un promontorio en la costa noreste de la Isla Smith en la Antártida.

## Escritos
La mayoría de sus obras aparecieron en idioma alemán. La mayoría de sus publicaciones trataban de la historia de los pueblos de los Balcanes.
- Dějiny bulharského národa (Historia de los búlgaros). Praga, 1876. (Reimpresión: Olms, Hildesheim / Nueva York, NY 1977, ISBN 3-487-06408-1 / Textor, Frankfurt am Main 2008, ISBN 3-938402-11-3).
- Die altböhmischen Gedichte der Grünberger und Königinhofer. Handschrift im Urtexte und in deutscher Uebersetzung (Los viejos poemas bohemios de Grünberger y Könighofer.  Manuscrito en el texto original y en una traducción al alemán). Praga: Rivnac, 1879.
- Die Handelsstrassen und Bergwerke von Serbien und Bosnien während des Mittelalters: historisch-geographische Studien (Las rutas comerciales y las minas de Serbia y Bosnia durante la Edad Media: estudios histórico-geográficos). Praga: Editorial de la Real Sociedad de Ciencias de Bohemia, 1879.
- Einige Bemerkungen über die Überreste der Petschenegen und Kumanen sowie über die Völkerschaften der sogenannten Gagauzi und Surguči im heutigen Bulgarien (Algunos comentarios sobre los restos de los pechenegos y cumanos y sobre los pueblos de los llamados Gagauzi y Surguči en la actual Bulgaria). Praga: Editorial de la Real Sociedad de Ciencias de Bohemia, 1889.
- Die Heerstrasse von Belgrad nach Constantinopel und die Balkanpässe (La ruta militar de Belgrado a Constantinopla y los pasos de los Balcanes). Praga: Tempsky, 1877.
- Das Fürstentum Bulgarien, seine Bodengestaltung, Natur, Bevölkerung, wirthschaftliche Zustände, geistige Cultur (El Principado de Bulgaria, su formación territorial, naturaleza, población, condiciones económicas, cultura intelectual); con 42 ilustraciones y un mapa.  Praga a.o.: Tempsky [a.o.], 1891; Leipzig: 1891.
- Poselství republiky Dubrovnické k císařovně Kateřině v roce 1771 (Mensaje de la República de Dubrovnik a la emperatriz Catalina en 1771). Praga, 1893.
- Das christliche Element in der topographischen Nomenclatur der Balkanländer (El elemento cristiano en la nomenclatura topográfica de los países balcánicos). Viena: Gerold, 1897.
- Staat und Gesellschaft im mittelalterlichen Serbien. Studien zur Kulturgeschichte des 13.–15. Jahrhunderts (Estado y sociedad en la Serbia medieval. Estudios sobre la historia cultural de los siglos XIII-XV). Viena 1912 (reimpresión fotomecánica Leipzig: Librería Central de Anticuarios de la RDA, 1974)
- Geschichte der Serben (Historia de los serbios), 1911–18, sin terminar.  Vol. 1: Hasta 1371;  Vol. 2: 1371-1537.  Gotha: Perthes, sin fecha (reimpresión Ámsterdam: Hakkert, 1967).